# Carreña
Carreña es una parroquia, asturiana y un lugar, capital del concejo de Cabrales, en el norte de España. Tiene una superficie de 19,95 km², en la que de acuerdo al INE de 2021 habitan un total de 383 personas repartidas entre las poblaciones de Asiego, Carreña y Pandellana. La parroquia limita al norte con Celorio y Porrúa, ambas en el vecino concejo de Llanes, al sur con Berodia y Poo, al este con Arenas y al oeste con Puertas. El lugar de Carreña, con 293 habitantes, se encuentra unos 200 metros sobre el nivel del mar. 
Además de ser la Capital del concejo de Cabrales, Carreña tiene los principales servicios administrativos del concejo, tales como el Consejo Regulador del Queso de Cabrales o de las sedes de la consejería de ganadería y pesca del concejo, además también de ser la sede del cuartel de la Guardia Civil de Cabrales.
Entre sus barrios más conocidos se encuentran La Llosa, el Pamentar, la Bolera o La Llana.

## Capilla de Nuestra Señora de la salud

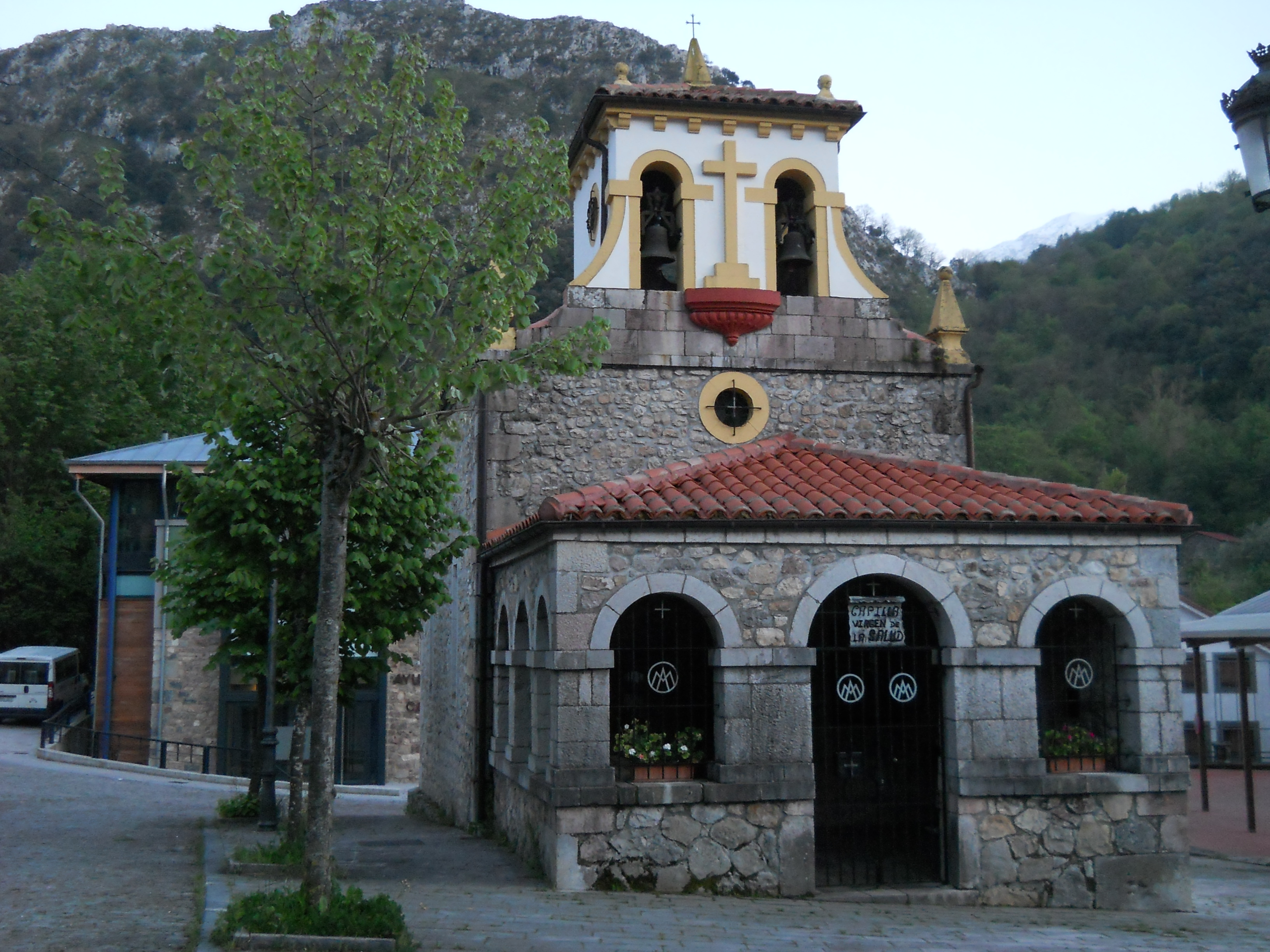
Capilla de la Virgen de la Salud.

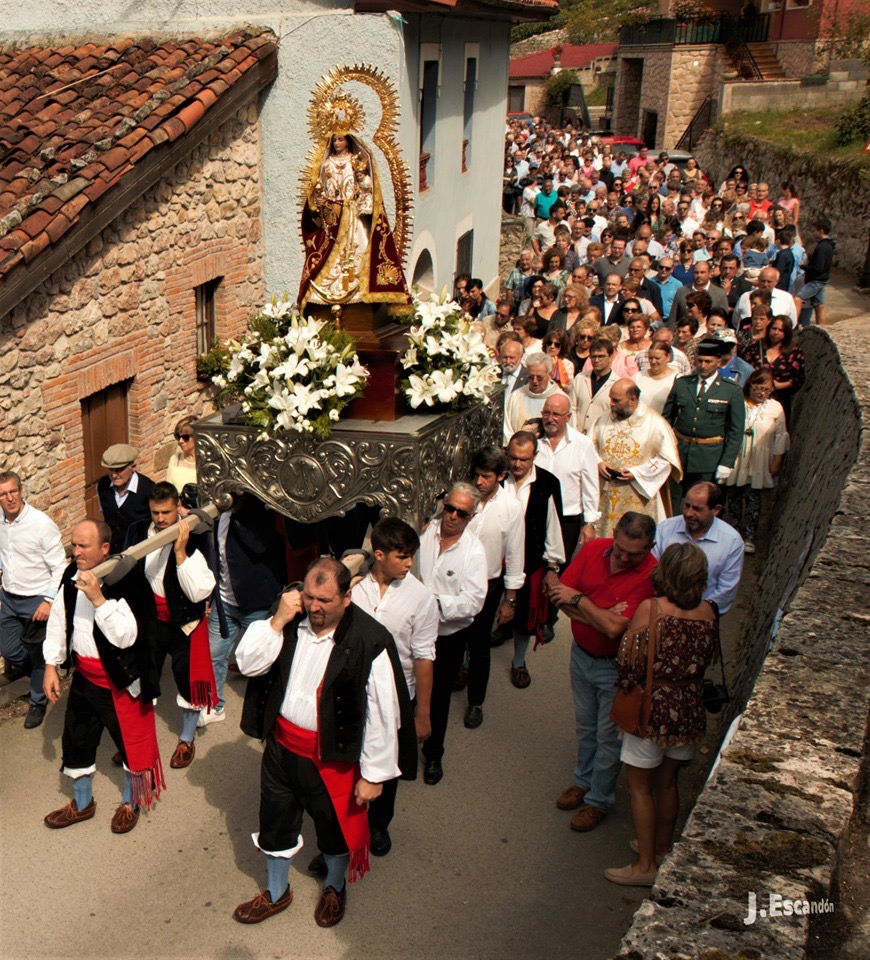
Procesión

Carreña cuenta sin duda con la ermita más bonita de todo el concejo y seguramente está entre las más bonitas de Asturias, por su leyenda y por su historia.Cuenta la leyenda que un señor de Carreña, fue hasta Sevilla a pedirle a la virgen de la salud que le curara de los ojos, pues padecía ceguera, y este hombre prometió a principios del siglo pasado que si le curaba la ceguera que la llevaba a su pueblo natal. Cual fue su sorpresa que al cabo de poco tiempo empezó a mejorar y acabó viendo perfectamente, lo cual le obligaba a llevar la imagen hasta Carreña. Cuenta la historia (que está escrita en la capilla de Carreña) que Barcena (que así se apellidaba el nativo de Carreña) cogió a la virgen y llevándola a lomos de un caballo recorrió los más de 1000km que le separaban de Carreña, por las montañas y desde entonces tiene y tendrá su casa para siempre en Carreña.
La fiesta en honor a esta bellísima Virgen se celebra en Carreña el primer domingo después del día 8 de septiembre.